# 張春華
張 春華（ちょう しゅんか、拼音: Zhāng Chūnhuá、189年 - 247年）は、後漢末から魏にかけての人物。河内郡平皋県（河南省温県）の人。粟邑県令の張汪と山氏（山濤の大伯母）の娘。司馬懿の正室で、司馬師・司馬昭・司馬榦・南陽公主らを産んだ。諡は穆。夫である司馬懿の諡「宣」を冠して宣穆（張）皇后の諡号で呼ばれる。

## 生涯
幼少の頃は徳行に秀で、人並み以上の知識を持っていたという。
ある日、司馬懿は曹操に「仕官してみないか」という話で招聘された。司馬懿は中風と称してその話を婉曲に断った。後日、司馬懿は愛読している書物に黴が生えたので庭で干した。突如空が雲に覆われ、急に土砂降りになった。慌てた司馬懿は庭に出て、干していた書物を中に放り込んだ。司馬懿の女中の一人がその様子を見てしまった。その場を発見した春華は、この事が曹操に露見すると一族が誅滅されると畏れ、その女中を殺した。この一件から、司馬懿は妻に注意を払うようになった。
再度の誘いに乗って司馬懿が曹操に仕え始め、昇進を重ねると、司馬懿は側室を置くようになり、柏夫人を寵愛するようになった。春華は夫にあまり会わなくなった。
ある時、司馬懿が病に倒れたので、春華は夫の見舞いに来た。妻が来たと聞いた司馬懿は突如怒り出し、「老いぼれ女は小憎らしいものだ。今更しゃしゃり出てきて、いったい何の用だ」と言った。春華は怒りと恥ずかしさのあまり断食し、息子たちを巻き込み命を絶とうとした。それを聞きつけた司馬懿は驚き謝ったので、春華は断食を止めた。司馬懿は部屋を退出する際、「老婆の命を惜しんだのではない。ただかわいい息子たちが苦しんでいるのを気がかりに思ってのことだ」と言った。
正始8年（247年）4月、春華は59歳で病死した。彼女の棺は洛陽の高原陵に埋葬された。この時、司馬師から「広平県君」の称号を贈られた。咸熙元年（264年）には晋王と称した次子・司馬昭から「穆妃」と贈号された。
泰始元年（265年）、孫の司馬炎が晋を建てると、皇后の位を贈られた。